# Скалони
Скалони (фр. de Scalon) — дворянський рід.

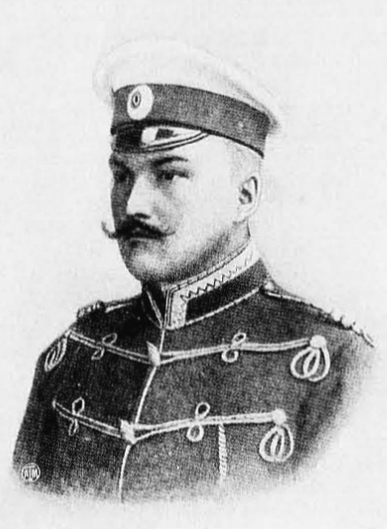
Георгій Миколайович Скалон

Походить від французького гугенота Георгія де Скалона, якого виселили після скасування Нантського едикту з Лангедока в Швецію. Його сини Степан і Данило переселилися в Московію разом з матір'ю та трьома сестрами у 1710 році. Данило Юрійович, від якого пішов російський рід, був ад'ютантом фельдмаршала І. Ю. Трубецького.
Рід Скалон внесений у родовідні книги Владимирської, Катеринославської, Курсько, Подільської, Санкт-Петербурзької та Харківської губерній.

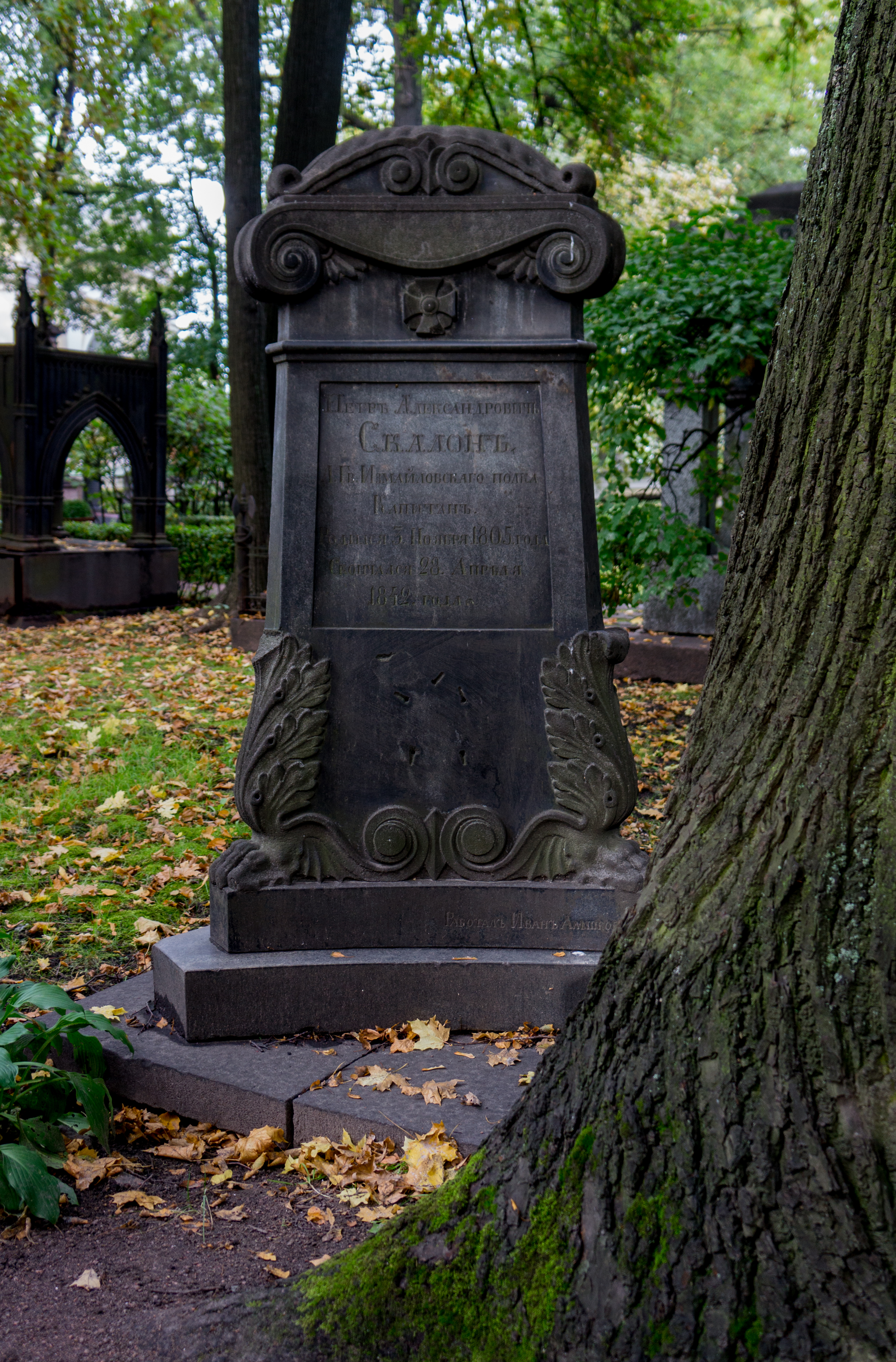
Могила Петра Скалона

## Відомі представники
- - Скалон Антон Данилович (1720—1777) — генерал-поручик, відзначився в  Семирічній війні і під час Повстання Пугачова, був тричі одружений та мав 13 дітей.
    - Скалон Антон Антонович (1767—1812) — командир епохи  наполеонівських війн, генерал-майор.
      -  Скалон Олександр Антонович (1796—1851) — таємний радник; сенатор; член «Союзу благоденства».
      -  Скалон Микола Антонович (1800-?) — генерал-лейтенант.
        - Скалон Микола Миколайович (1837—1895) — генерал-майор.
          - Скалон Павло Миколайович (1868—1937) — генерал-майор, директор  Іркутського кадетського корпусу.

      - Скалон Василь Антонович (1805-?) — генерал-майор; одружений з дочкою Василя Капніста, Софією.
      -  Скалон Антон Антонович (1806—1872) — генерал-лейтенант.
        - Скалон Георгій Антонович (1847—1914) — генерал-ад'ютант (1903), генерал від кавалерії (1905).
        -  Скалон Дмитро Антонович (1840—1919) — генерал від кавалерії, генерал-ад'ютант.
          -  Скалон Микола Дмитрович (1886—1946) — полковник, учасник Білого руху.
            -  Скалон Володимир Миколайович (1923—2010) — митрофорний протоієрей (РПЦЗ).

      -  Скалон Данило Антонович (1808—1856) — генерал-майор.
        - Скалон Антон Данилович (1834—1874) — майор.
          -  Скалон Михайло Антонович (1863?) — полковник

        -  Скалон Василь Данилович (1835—1907) — генерал від інфантерії.

    -   Скалон Олександр Антонович (1770—1851) — таємний радник; підполковник.
      - Скалон Антон Олександрович (1804—1899?) — дійсний статський радник, камергер.
        -   Скалон Микола Антонович (1832—1903) — генерал від кавалерії, обер-гофмейстер.
          - Скалон Михайло Миколайович (1874—1940) — генерал, учасник  Білого руху,  Бредовського походу.
          - Скалон Георгій Миколайович (1876—?) — полковник імператорської армії

      - Скалон Петро Олександрович (1805—1842) — капітан, його могила має статус пам'ятки.
        - Скалон Олександр Петрович (1832—?) — полковник.
          - Скалон Олексій Олександрович (1860—1932) — київський поліцмейстр та львівський градоначальник.

      - Скалон Микола Олександрович (1809—1857) —  могильовський губернатор.
        -  Скалон Євстафій Миколайович (1845—1902) —  Естляндський губернатор, таємний радник.
          - Скалон Володимир Євстафійович (1872—1917) — генерал-майор.

  - Скалон Степан Данилович (1728—1787)
    - Скалон Іван Степанович (1775—?) — повітовий маршал дворянства Костянтиноградського повіту.
    - Скалон Степан Степанович (1784—?)
      - Скалон Юрій Степанович (1819—1858) — колезький асесор і кавалер[2]
        - Скалон Василь Юрійович (1846—1907) — російський публіцист і земський діяч.
          -  Скалон Олександр Васильович (1874—1942) — російський та радянський художник і громадський діяч.

## Опис герба
Щит розділений з верхніх кутів двома діагоналями, а третя діагональ від середини перпендикулярно до підошви щита. У золотій вершині зображений до половини чорний двоголовий орел з розпростертими крилами; у бічних частинах: в правій, у синьому полі срібна лілія, а в лівій в червоному полі три срібні шаблі, зазначені одна над іншою, вістрями звернені в ліву сторону.
Щит увінчаний дворянськими шоломом і короною. Нашоломник: три страусових пера. Намет на щиті золотий, підкладений червоним і блакитним. Щит тримають два леви. Герб роду де Скалон внесений до Частини 9 Загального гербовника дворянських родів Всеросійської імперії, стор 127.